# Весёлое (Симферопольский район)
Весёлое  (до 1948 года Атма́н; укр. Веселе, крымскотат. Atman, Атман) — село в Симферопольском районе Республики Крым, входит в состав Перовского сельского поселения (согласно административно-территориальному делению Украины — Перовского сельского совета Автономной Республики Крым).

## Население
| 2001 | 2014 |
| ---- | ---- |
| 184  | ↘137 |

Всеукраинская перепись 2001 года показала следующее распределение по носителям языка
| Язык             | Процент |
| ---------------- | ------- |
| русский          | 49,46   |
| украинский       | 26,09   |
| крымскотатарский | 22,28   |

### Динамика численности
| - 1805 год — 129 чел. - 1864 год — 91 чел. - 1887 год — 125 чел. - 1892 год — 52 чел. - 1902 год — 80 чел. - 1915 год — 0/28 чел. | - 1926 год — 76 чел. - 1939 год — 68 чел. - 1989 год — 181 чел. - 2001 год — 184 чел. - 2009 год — 158 чел. - 2014 год — 137 чел. |

## Современное состояние
В Весёлом 5 улиц, площадь, занимаемая селом, 25,7 гектара, на которой в 62 дворах, по данным сельсовета на 2009 год, числилось 158 жителей.

## География
Село Весёлое находится в центре района, примерно в 4 километрах к западу от Симферополя, (по шоссе — около 19 км). Расположено в предгорной зоне Крыма, в овраге Такыл-Тугай куэсты Внешней гряды Крымских гор, высота центра села над уровнем моря 144 м. Ближайшая железнодорожная станция Симферополь Грузовой — около 13 км, соседние сёла: Родниково в 3,5 км к северу, по автодороге Н501 Весёлое — Родниково (по украинской классификации С-0-11305) и Ключи — в 5,5 километрах южнее.

## История
В последний период Крымского ханства Атман административно входил в Акмечетский кадылык Акмечетского каймаканства (в Камеральном Описании Крыма 1784 года записан как Азман). После присоединения Крыма к России (8) 19 апреля 1783 года, (8) 19 февраля 1784 года, именным указом Екатерины II сенату, на территории бывшего Крымского Ханства была образована Таврическая область и деревня была приписана к Симферопольскому уезду. После Павловских реформ, с 1796 по 1802 год, входила в Акмечетский уезд Новороссийской губернии. По новому административному делению, после создания 8 (20) октября 1802 года Таврической губернии, Атман был приписан к Эскиординской волости Симферопольского уезда.
Согласно Ведомости о всех селениях в Симферопольском уезде состоящих с показанием в которой волости сколько числом дворов и душ… от 9 октября 1805 года, в Атмане числилось 16 дворов со 129 жителями — крымскими татарами, на военно-топографической карте генерал-майора Мухина 1817 года дворов в деревне 25. По реформе 1829 года Атман, согласно «Ведомости о казённых волостях Таврической губернии 1829 года», передали к вновь образованной Сарабузской волости. На карте 1836 года в деревне 26 дворов, как и на карте 1842 года.
В 1860-х годах, после земской реформы Александра II, деревню приписали к Сарабузской волости.
Согласно «Списку населённых мест Таврической губернии по сведениям 1864 года», составленному по результатам VIII ревизии 1864 года, Атман — владельческая татарская деревня с 11 дворами, 91 жителем и мечетью при колодцах. Столько же дворов — 11, на трёхверстовой карте 1865—1876 года). Составленная по данным X ревизии 1887 года «Памятная книга Таврической губернии 1889 года» сообщает о 125 жителях в 17 дворах.
После земской реформы 1890-х годов деревню отнесли к Подгородне-Петровской волости. По «…Памятной книжке Таврической губернии на 1892 год» в деревне Атман, входившей Сарабузское сельское общество, числилось 52 жителя в 14 домохозяйствах. На верстовой карте 1892 года в Атмане обозначено 20 дворов с русско-татарским населением. По «…Памятной книжке Таврической губернии на 1902 год» в деревне Атман, входившей в Сарабузское сельское общество, числилось 80 жителей в 14 домохозяйствах. По Статистическому справочнику Таврической губернии. Ч.II-я. Статистический очерк, выпуск шестой Симферопольский уезд, 1915 год, в деревне Атман Подгородне-Петровской волости Симферопольского уезда числилось 6 дворов с русским населением без приписных жителей, но с 28 — «посторонними», из которых 15 мужчин и 13 женщин. В хозяйствах имелось 10 лошадей и 3 коровы. Согласно списку 1915 года «…русских подданных из австрийских, венгерских или германских выходцев» землевладельцев, опубликованном в газете «Таврические губернские ведомости» в апреле 1915 года, при деревне Атман значится Реймер Иван Яковлевич, владевший 712 десятинами пахотной и 3 десятинами усадебной земли.
После установления в Крыму Советской власти, по постановлению Крымревкома от 8 января 1921 года была упразднена волостная система и село включили в состав вновь созданного Подгородне-Петровского района Симферопольского уезда, а в 1922 году уезды получили название округов. 11 октября 1923 года, согласно постановлению ВЦИК, в административное деление Крымской АССР были внесены изменения, в результате которых был ликвидирован Подгородне-Петровский район и образован Симферопольский и село включили в его состав. Согласно Списку населённых пунктов Крымской АССР по Всесоюзной переписи 17 декабря 1926 года, в селе Атман, в составе упразднённого к 1940 году Бахчи-Элинского сельсовета Симферопольского района, числилось 16 дворов, из них 14 крестьянских, население составляло 76 человек. В национальном отношении учтено: 49 русских, 22 украинца, 5 записаны в графе «прочие». По данным всесоюзная перепись населения 1939 года в селе проживало 85 человек.
В 1944 году, после освобождения Крыма от фашистов, 12 августа 1944 года было принято постановление № ГОКО-6372с «О переселении колхозников в районы Крыма» и в сентябре 1944 года в район приехали первые новосёлы (214 семей) из Винницкой области, а в начале 1950-х годов последовала вторая волна переселенцев из различных областей Украины. С 25 июня 1946 года Атман в составе Крымской области РСФСР. Указом Президиума Верховного Совета РСФСР от 18 мая 1948 года, Атман переименовали в деревню Весёлая, позже повышенную в статусе до села Весёлое. 26 апреля 1954 года Крымская область была передана из состава РСФСР в состав УССР.
Решением Крымоблисполкома от 8 сентября 1958 года № 834 к Весёлому присоединили расположенный рядом посёлок Ушаково. Время включения в состав Мирновского сельсовета пока не установлено: на 15 июня 1960 года село уже числилось в его составе. Указом Президиума Верховного Совета УССР «Об укрупнении сельских районов Крымской области», от 30 декабря 1962 года Симферопольский район был упразднён и село присоединили к Бахчисарайскому. 1 января 1965 года, указом Президиума ВС УССР «О внесении изменений в административное районирование УССР — по Крымской области», вновь включили в состав Симферопольского. Решением Крымского областного Совета депутатов трудящихся от 6 августа 1965 года № 675 из Мирновского сельсовета выделен Укромновский, куда включили Весёлое. В период с 1 января 1977 по 1 июня 1977 года село передано в Перовский сельсовет. По данным переписи 1989 года в селе проживало 181 человек. С 12 февраля 1991 года село в восстановленной Крымской АССР, 26 февраля 1992 года переименованной в Автономную Республику Крым. С 21 марта 2014 года в составе Крыма аннексировано Россией.